# Vollmershain
Vollmershain ist eine Gemeinde in der Verwaltungsgemeinschaft Oberes Sprottental im thüringischen Landkreis Altenburger Land.

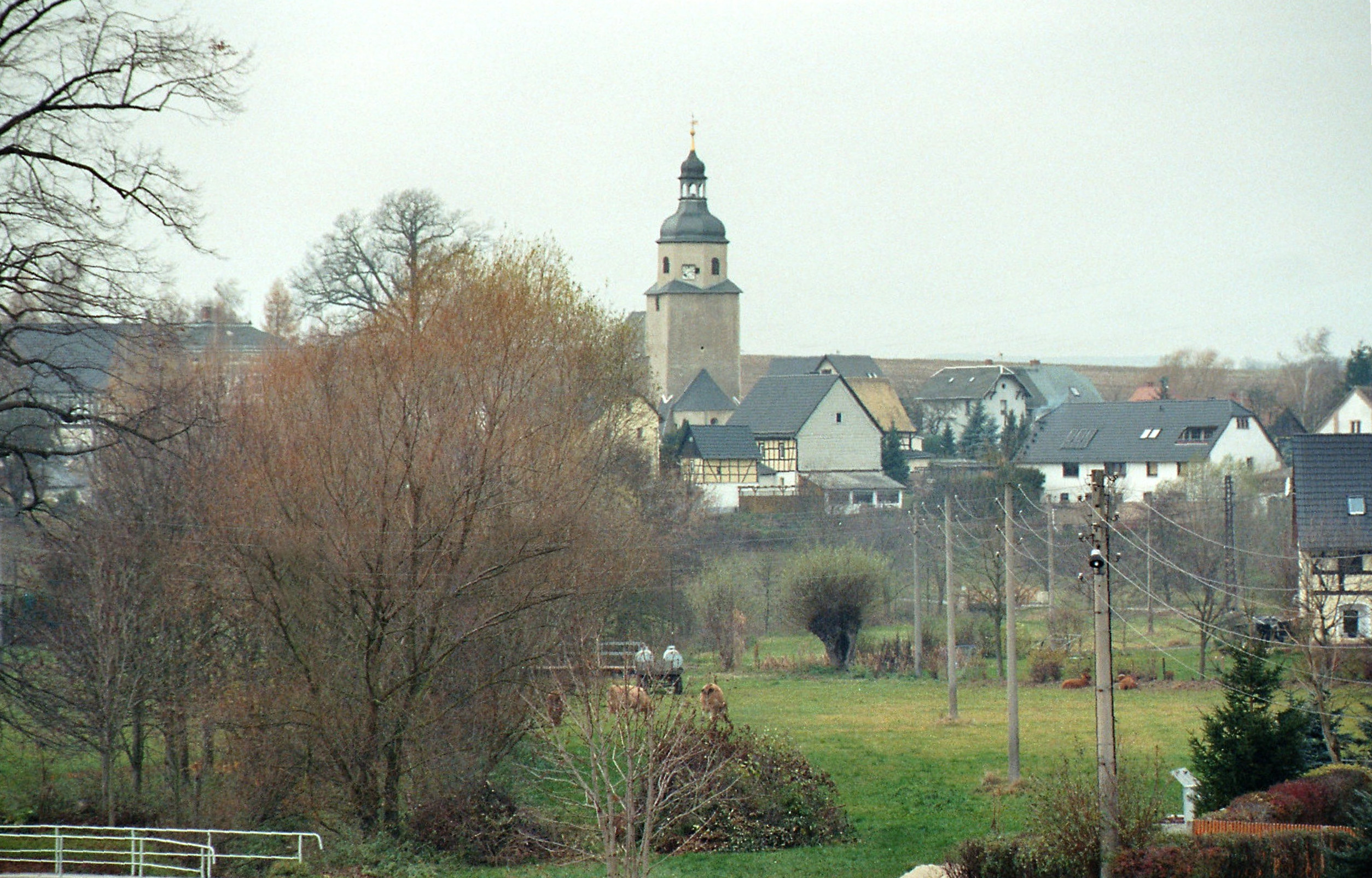
Vollmershain, Blick zur Dorfkirche

## Geographie

### Geographische Lage
Das Dorf Vollmershain erstreckt sich auf etwa 4 km der Mannichswalder Sprotte entlang. Höchste Erhebung im Gemeindegebiet ist eine 306,2 m hohe Anhöhe des Mühlberges (308,1 m). Die Thüringer Landesanstalt für Umwelt und Geologie zählt die Gemeinde zum Ronneburger Acker- und Bergbaugebiet. Die nächsten Städte sind Schmölln (7 km nordöstlich), Ronneburg (7 km westlich) und Crimmitschau (8 km südöstlich).

### Nachbargemeinden
Angrenzende Gemeinden sind Heukewalde, Jonaswalde, Posterstein, Thonhausen sowie die Schmöllner Ortsteile Nöbdenitz und Weißbach im Landkreis Altenburger Land.

## Geschichte
Im Jahr 1181 wurde das Dorf als Volmarsdorf erstmals urkundlich im Zehntregister des Klosters Posau bei Zeitz erwähnt. Vollmershain war seit dem 12. Jahrhundert Sitz eines Rittergutes, als erste Lehnsinhaber wird 1445 und 1546 die Familie von Weißbach genannt. Danach folgten verschiedene Familien wie die von Haubitz, Pflugk, Hans von Zehmen, von Wolframsdorf und von Bose. Im 17. Jahrhundert kam das Gut Vollmershain zur Burg Posterstein, mit der es in der Folgezeit verbunden blieb.
Vollmershain gehörte zum wettinischen Amt Altenburg, welches ab dem 16. Jahrhundert aufgrund mehrerer Teilungen im Lauf seines Bestehens unter der Hoheit folgender Ernestinischer Herzogtümer stand: Herzogtum Sachsen (1554 bis 1572), Herzogtum Sachsen-Weimar (1572 bis 1603), Herzogtum Sachsen-Altenburg (1603 bis 1672), Herzogtum Sachsen-Gotha-Altenburg (1672 bis 1826). Bei der Neuordnung der Ernestinischen Herzogtümer im Jahr 1826 kam der Ort wiederum zum Herzogtum Sachsen-Altenburg.
Nach der Verwaltungsreform im Herzogtum gehörte Vollmershain bezüglich der Verwaltung zum Ostkreis (bis 1900). Das Dorf gehörte ab 1918 zum Freistaat Sachsen-Altenburg, der 1920 im Land Thüringen aufging. 1922 kam es zunächst zum Landkreis Altenburg, wurde aber am 1. Oktober 1927 in den Landkreis Gera umgegliedert.
Bei der zweiten Kreisreform in der DDR wurden 1952 die bestehenden Länder aufgelöst und die Landkreise neu zugeschnitten. Somit kam die Gemeinde Vollmershain vom Landkreis Gera an den neu gebildeten Kreis Schmölln im Bezirk Leipzig, der seit 1990 als Landkreis Schmölln zu Thüringen gehörte und bei der thüringischen Kreisreform 1994 im Landkreis Altenburger Land aufging. Zu Zeiten der DDR wurde das Rittergut durch die örtliche LPG genutzt.
Vollmershain gehörte seit dem 6. November 1991 der Verwaltungsgemeinschaft Thonhausen an, die am 12. Oktober 1994 in der Verwaltungsgemeinschaft Oberes Sprottental aufging.

### Einwohnerentwicklung
1910 lebten in Vollmershain 390 Einwohner, 1933 waren es 358 und 1939 340 Einwohner.
Entwicklung der Einwohnerzahl (Stand jeweils 31. Dezember):
| - 1994: 326 - 1995: 336 - 1996: 335 - 1997: 351 - 1998: 360 - 1999: 373 | - 2000: 366 - 2001: 364 - 2002: 353 - 2003: 342 - 2004: 329 - 2005: 340 | - 2006: 340 - 2007: 343 - 2008: 342 - 2009: 332 - 2010: 334 - 2011: 323 | - 2012: 314 - 2013: 318 - 2014: 326 - 2015: 324 - 2016: 315 - 2017: 318 | - 2018: 317 - 2019: 311 - 2020: 310 - 2021: 306 - 2022: 313 - 2023: 304 |

Datenquelle: Thüringer Landesamt für Statistik

## Politik

### Gemeinderat
Der Vollmershainer Gemeinderat hat 6 Sitze und setzt sich wie folgt zusammen:
- CDU-Wählergruppe – 1 Sitz (23,8 %)
- Bürgerinitiative Vollmershain – 3 Sitze (42,7 %)
- FFW Vollmershain – 1 Sitz (21,2 %)
- Sport- und Badverein – 1 Sitz (12,3 %)

Die Wahlbeteiligung lag bei 65,1 % (−0,2 %p)
(Stand: Kommunalwahl am 25. Mai 2014)

### Bürgermeister
Bis 1999 war Wolfgang Naumann (CDU) Amtsinhaber. Gerd Junghanns wurde jeweils im ersten Wahlgang 1999 mit 96,9 %, 2004 mit 97,7 %, 2010 mit 99,3 % und 2016 mit 99,4 % der gültigen Stimmen zum Bürgermeister gewählt.

## Kultur und Sehenswürdigkeiten
- siehe auch: Liste der Kulturdenkmale in Vollmershain

- Dorfkirche Vollmershain

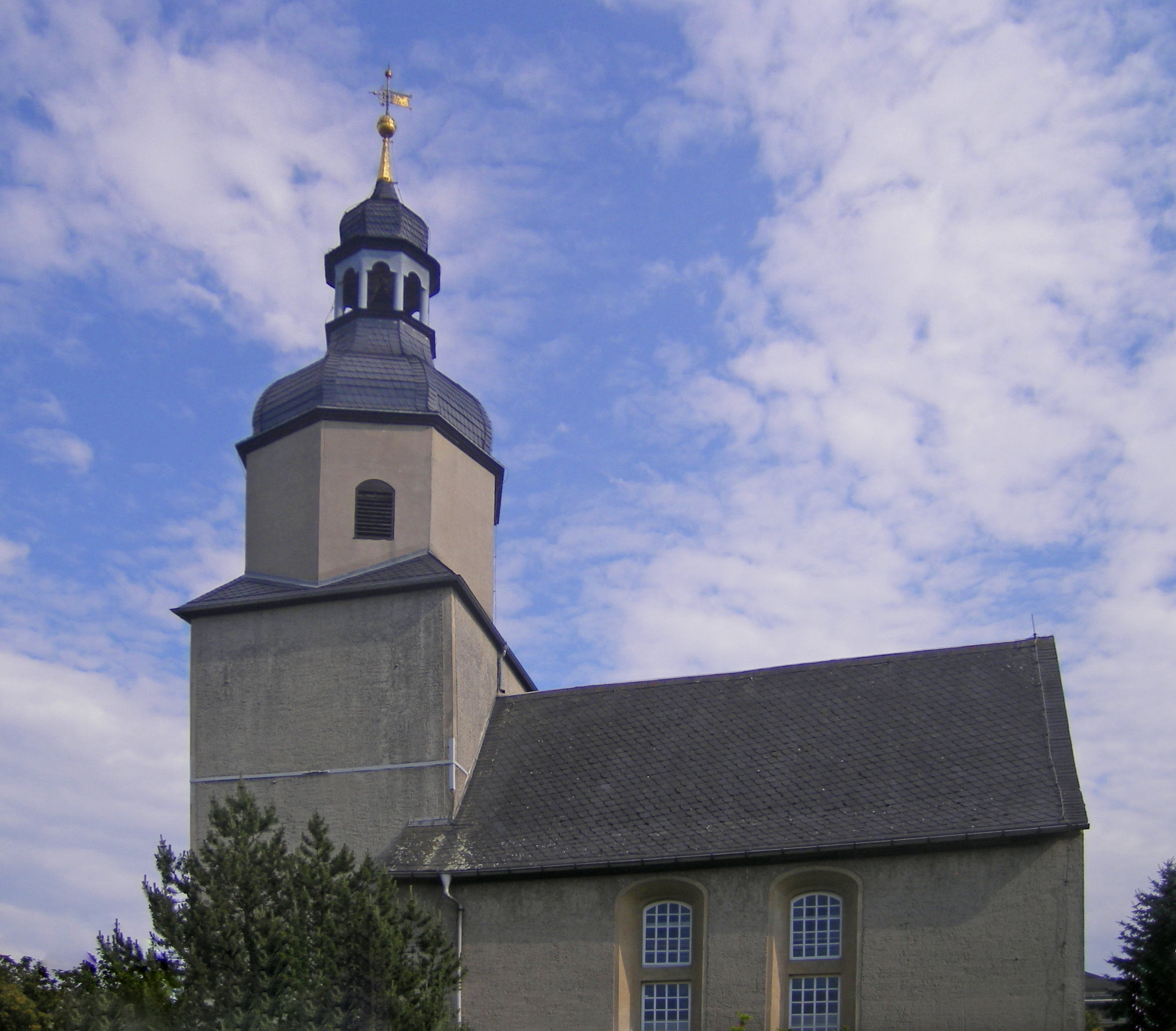
Dorfkirche

- Regelmäßige Veranstaltungen sind das Vollmershainer Musikfest im Juli und das Open Air beim Freibad am 2. Septemberwochenende.

## Wirtschaft und Infrastruktur

### Verkehr
Vollmershain befindet sich an der Kreisstraße K 504 von Wettelswalde nach Posterstein. Die Gemeinde liegt im Mitteldeutschen Verkehrsverbund und ist über die an Werktagen außer an Samstagen verkehrende Buslinie 355 Schmölln–Untschen–Thonhausen der THÜSAC Personennahverkehrsgesellschaft angebunden. Der nächstgelegene Anschluss zum Schienenpersonennahverkehr befindet sich zwei Kilometer nördlich in Nöbdenitz.

### Wasserver- und Abwasserentsorgung
Die Gemeinde Vollmershain hat die Aufgaben der Wasserver- und Abwasserentsorgung an die Verwaltungsgemeinschaft Oberes Sprottental übertragen. Diese erledigen diese Aufgabe mit Hilfe des Eigenbetriebs Gemeindewerke "Oberes Sprottental".